# رجلان ونصف (مسلسل)
رجلان ونصف (بالإنجليزية: Two and a Half Men)‏ هو مسلسل أمريكي من فئة كوميديا الموقف عُرض على قناة CBS للمرة الأولى ثم عُرض على قنوات أخرى من بينها القناة العربية MBC 4 وهو من بطولة تشارلي شين وجون كراير وانغوس تيرنر جونز وأشتون كوتشر.
في فبراير 2011، أعلنت شبكة سي بي إس وتلفزيون وارنر براذرز عن توقف إنتاج الحلقات المتبقية من الموسم الثامن بعد عرض الحلقة السادسة عشر وأرجعوا السبب إلى تصريحات الممثل تشارلي شين ودخوله إلى مصحة علاجية للتعافي من المخدرات، وبعد شهر واحد تم إلغاء التعاقد مع الممثل وإخراج شخصيته من المسلسل. وفي الموسم التالي تم التعاقد مع الممثل أشتون كوتشر ليقدم شخصية جديدة كبديل عن شخصية تشارلي.

## القصة
تدور أحداث المسلسل الكوميدي حول قصة كاتب وملحن أغاني الإعلانات تشارلي هاربر الذي يحب حياة اللهو، إلا أن حياته تتعقد بعد أن ينفصل أخوه آلان عن زوجته، وينتقل للعيش مع تشارلي هو وابنه جاك في منزله المطل على الشاطئ، لتتوالى الأحداث وتحدث العديد من المشاكل الطريفة بين أفراد الأسرة. المسلسل يشمل كثيرًا من المواقف والأحداث الكوميدية الناتجة من وجود قليل من القواسم المشتركة بين الأخوين وحيرة الطفل جيك.

## الشخصيات
الأخوان «هاربر»: «تشارلي» و«ألان» نقيضان تقريبًا ولكنهما يشكلان ثنائي عظيم. لديهما القليل من القواسم المشتركة منها كراهيتهم لأمهم متجمدة المشاعر والمستبدة «إيفلين».
- «آلان» (جون كراير) وهو مقوم عظام مكافح ويعاني من سيطرة زوجته السابقة جوديث التي تتلاعب به لإرغامه على دفع ثمن كل شيء.
- «تشارلي» (تشارلي شين) ملحن وكاتب أغاني مستقل يعيش حياة كازانوفا في منزله الشاطئي الفاخر في ماليبو، تشارلي مؤقتًا يسمح لـ «آلن» و«جيك» ابنه بالعيش معه.
- «جيك» (انغوس تيرنر جونز) طفل كسول ومهووس بالطعام، ويضطر للانتقال بين والديه بعد طلاقهما.
- «إيفلين» (هولند تايلور) والدة آلان وتشارلي، تعمل في مجال العقارات وتتسم شخصيتها بالتسلّط.
- «جوديث» (مارين هينكل) زوجة آلان السابقة.
- «بيرتا» (كونشاتا فيريل) مُدبرة منزل تشارلي.

## الإنتاج

### استبدال شارلي شين
بعدما أُعلن في فبراير 2010 عن دخول الممثل تشارلي شين إلى مصحة علاجية للتعافي من تعاطي المخدرات، توقف تصوير المسلسل، لكنه استؤنف في الشهر التالي. في الأول من أبريل 2010، ذكرت مجلة بيبول أن شين يفكر في مغادرة المسلسل. وفقًا لبعض المصادر، ترك شين المسلسل بعد تصوير الحلقة الأخيرة من الموسم السابع، بسبب رفضه عرض سي بي إس لأجر مليون دولار للحلقة باعتباره منخفض جدًا. صرح شين في النهاية أنه سيعود لموسمين آخرين. في 18 مايو 2010 أفادت تقارير بأن هنالك بيان صادر عن طرف تابع لشين أكد أنه قد وقع عقدًا جديدًا لمدة عامين مقابل 1.78 مليون دولار للحلقة ونقل عن شين قوله "لوضع نهاية مناسبة لشهرين ونصف الشهر من زوبعة التكهنات، أتطلع إلى العودة إلى منزلي على شبكة سي بي إس ليلة الاثنين".
في 28 يناير 2011 دخل شين طواعية إلى مركز إعادة التأهيل للمرة الثالثة خلال 12 شهرًا. أعلن تلفزيون وارنر بروس وسي بي إس توقف العرض لفترة غير محددة.
في الشهر التالي، انتقد شين بألفاظ لاذعة صانع المسلسل تشاك لوري في مقابلة إذاعية مع ألكس جونز ومقابلة عبر الإنترنت مع تي ام زي، بعد ذلك أعلنت سي بي إس أن المسلسل سيتوقف لبقية موسمه الثامن. تسبب هذا في خسارة وارنر براذرز، سي بي إس، تشاك لور، شين وغيرهم بما يقدر بـ 10 ملايين دولارات خسارة بسبب الحلقات الثمانية المتبقية التي لم يتم إنتاجها. بعد ذلك، قام شين بإجراء مقابلات أخرى استمر فيها في انتقاد لوري وسي بي إس. في 7 مارس، قامت شبكة سي بي إس ووارنر بروس بشكل مشترك بالإعلان عن إنهائهما لعقد شين، مشيرين إلى "الفساد الأخلاقي " كسبب رئيسي لإنهاء العقد.

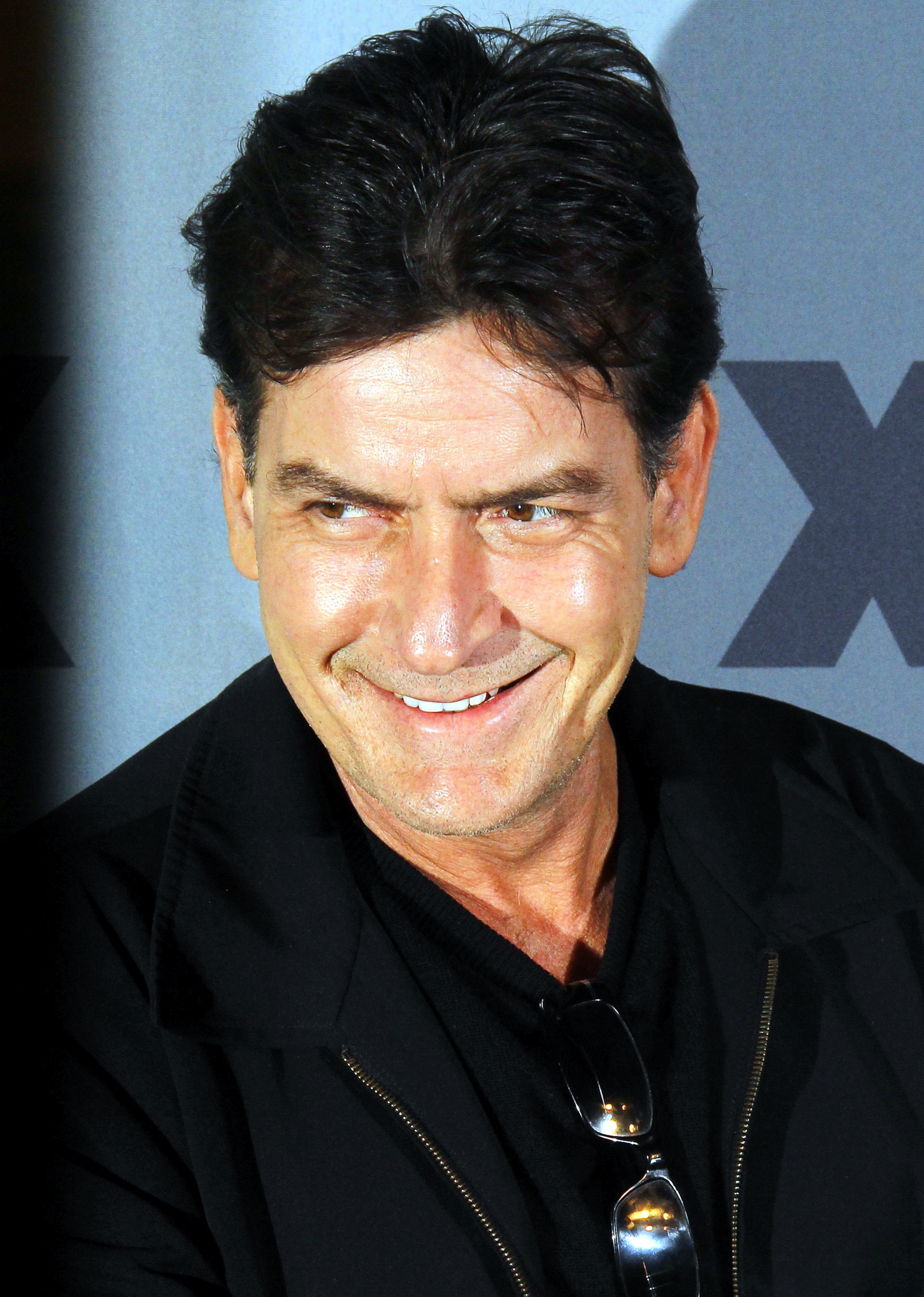
تشارلي شين في 2012

أعرب أعضاء فريق التمثيل مارين هينكل وهولاند تايلور عن حزنهم على رحيل شين والمشاكل التي حدثت. لم يعلق جون كراير علنًا على هذه المسألة. ردًا على ذلك، وصفه شين بأنه "خائن" في مقابلة مع إي!، على الرغم من أنه أصدر لاحقًا "نصف اعتذار" لكراير عن هذه التصريحات. رفع شين دعوى قضائية ضد وارنر براذرز. مقابل 100 مليون دولار، قائلا أنه رفع الدعوى نيابة عن نفسه وطاقم فريق المسلسل، لكن لم يوقّع سواه على الدعوى.
في 13 مايو أعلنت شبكة سي بي إس أن الممثل آشتون كوتشر سينضم إلى فريق التمثيل. صرح كوتشر قائلاً: "لا يمكنني أن أكون بديلاً لتشارلي شين، لكنني سأعمل بأقصى جهدي للترفيه عن الناس!"
في 2 أغسطس 2011 أفادت تقارير أن الحلقة الأولى للموسم التاسع ستبدأ مع مقتل شخصية شين وحضور صديقاته السابقات جنازته، ثم سيُعرض منزل تشارلي الشاطئي للبيع؛ وقد يظهر من بين المشترين للمنزل شخصيات يؤديها ممثلون عملوا مسبقًا مع لوري مثل جون ستاموس، بالإضافة إلى شخصية كوتشر (والدن شميدت) "ملياردير الإنترنت ذو القلب المحطم". قارن البعض هذا الموقف بما حدث في عام 1987 مع الممثلة فاليري هاربر التي طُردت من مسلسل فاليري بسبب خلاف على الأجر، إذ قُتلت شخصيتها وتم استبدالها في الموسم التالي.

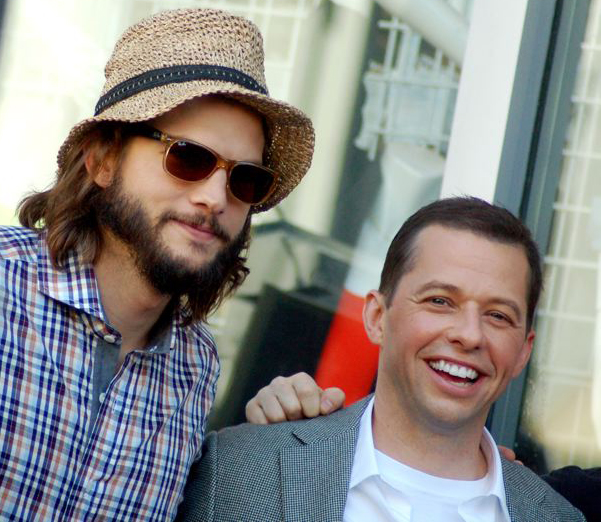
من اليمين إلى اليسار: جون كراير، أشتون كوتشر

جذب التغيير في الشخصيات اهتمام المشاهدين، إذ ارتفع متوسط إجمالي المشاهدين خلال موسم 2011-2012 بنسبة 13٪ إلى 15 مليونًا وارتفع التصنيف 5.2 في الفئة العمرية 18-49 بنسبة 27٪. ظهر كوتشر لأول مرة في دور والدن شميدت في حلقة "أنا مسرور بمقابلتك، والدن شميدت" والتي شاهدها 28.7 مليون شخص في 19 سبتمبر 2011. ذكرت شركة نيلسن أنها الحلقة الأعلى تصنيفًا منذ بدء المسلسل. في جوائز إيمي لعام 2012، تم ترشيح رجلان ونصف لأربع جوائز وفاز بثلاث جوائز، وهو أكبر عدد من جوائز إيمي يفوز بها المسلسل منذ عرضه.
كان كوتشر هو الممثل الأعلى أجرًا على التلفزيون الأمريكي لمدة أربع سنوات، حيث حصل على ما يُقدَّر بـ 24 مليون دولار بين يونيو 2012 ويونيو 2013، 750.000 دولار لكل حلقة. كان كراير ثاني أعلى أجر على التلفزيون، حيث كان يكسب ما بين 600 ألف و 700 ألف دولار لكل حلقة.
في عام 2021، أعرب شين عن أسفه لسلوكه السابق، قائلاً "كانت هناك 55 طريقة مختلفة للتعامل مع هذا الموقف واخترت الـ 56".

## المواسم
| الموسم | الحلقات | الحلقات | تاريخ العرض    | تاريخ العرض    |
| الموسم | الحلقات | الحلقات | البداية        | النهاية        |
| ------ | ------- | ------- | -------------- | -------------- |
| 1      | 24      | 24      | 22 سبتمبر 2003 | 24 مايو 2004   |
| 2      | 24      | 24      | 20 سبتمبر 2004 | 23 مايو 2005   |
| 3      | 24      | 24      | 19 سبتمبر 2005 | 22 مايو 2006   |
| 4      | 24      | 24      | 18 سبتمبر 2006 | 14 مايو 2007   |
| 5      | 19      | 19      | 24 سبتمبر 2007 | 19 مايو 2008   |
| 6      | 24      | 24      | 22 سبتمبر 2008 | 18 مايو 2009   |
| 7      | 22      | 22      | 21 سبتمبر 2009 | 24 مايو 2010   |
| 8      | 16      | 16      | 20 سبتمبر 2010 | 14 فبراير 2011 |
| 9      | 24      | 24      | 19 سبتمبر 2011 | 14 مايو 2012   |
| 10     | 23      | 23      | 27 سبتمبر 2012 | 9 مايو 2013    |
| 11     | 22      | 22      | 26 سبتمبر 2013 | 8 مايو 2014    |
| 12     | 16      | 16      | 30 أكتوبر 2014 | 19 فبراير 2015 |

## طالع أيضًا
- تشارلي شين
- جون كراير
- أشتون كوتشر
- سي بي إس

## وصلات خارجية
- تو أند آه هاف مين على موقع IMDb (الإنجليزية)
- تو أند آه هاف مين على موقع ميتاكريتيك (الإنجليزية)
- تو أند آه هاف مين على موقع روتن توميتوز (الإنجليزية)
- تو أند آه هاف مين على موقع قاعدة بيانات الأفلام العربية
- تو أند آه هاف مين على موقع أول موفي (الإنجليزية)
- تو أند آه هاف مين على موقع فيلمافينيتي (الإسبانية)
- تو أند آه هاف مين على موقع كينوبويسك (الروسية)
- تو أند آه هاف مين على موقع ألو سيني (الفرنسية)
- تو أند آه هاف مين على موقع قاعدة بيانات الفيلم (الإنجليزية)

- الموقع الرسمي للمسلسل
- صفحة المسلسل في قاعدة بيانات الأفلام على الإنترنت